# Gianni Fava
Giovanni Fava, detto Gianni (Viadana, 8 maggio 1968), è un ex politico e imprenditore italiano.
Ex sindaco di Pomponesco e deputato al parlamento per tre legislature, è presidente delle Zebre Parma nonché consigliere della Federazione Italiana Rugby e, dal 2021, uno dei tre consiglieri italiani di World Rugby

## Biografia

### Carriera politica
Nato a Viadana nel 1968, risiede a Pomponesco, del quale diventa sindaco per la Lega Nord nel 1993, col 48% dei voti. Nel maggio del 1997 viene eletto nel Consiglio provinciale di Mantova e a novembre si conferma sindaco di Pomponesco col 51% dei voti.
Nel 2001 è il candidato della Casa delle Libertà per la Camera dei deputati nel collegio uninominale del Basso Mantovano, ma raccogliendo il 38,9% dei voti viene sconfitto dal deputato uscente dell'Ulivo Franco Raffaldini, rieletto col 54%. Malgrado fosse stato inserito ai primi posti nelle liste della Lega Nord per la quota proporzionale della Camera nella circoscrizione Lombardia 3, rimane fuori dal parlamento per il non superamento della soglia di sbarramento del 4% da parte del suo partito.
Entra invece a Montecitorio in occasione delle elezioni politiche del 2006 ed è rieletto nel 2008 e nel 2013. In qualità di presidente della Commissione parlamentare d'inchiesta sui fenomeni della contraffazione e della pirateria in campo commerciale presenta nel 2012 un emendamento al disegno di legge contro la pirateria on-line che suscita ampie polemiche fuori e dentro il Parlamento e viene poi bocciato in un voto parlamentare
Nel 2011 è candidato alla presidenza della Provincia di Mantova per una coalizione che comprende Lega, PdL ed altre liste, ma è sconfitto dal candidato del centrosinistra Alessandro Pastacci. Fava è secondo al primo turno col 41,1% dei voti e perde al ballottaggio col 42,7%. Nello stesso anno diventa il commissario della sezione toscana del partito, dopo le dimissioni del parlamentare europeo Claudio Morganti.
Nel 2013, in seguito all'elezione di Roberto Maroni alla presidenza della regione Lombardia, è nominato assessore regionale all'agricoltura.
Il 4 giugno 2013, con una lettera inviata al Presidente della Camera risalente al 7 maggio 2013, si dimette da deputato dopo avere optato per la carica di assessore. Gli subentra il deputato Andrea Angelo Gibelli.
Assurge nuovamente agli onori delle cronache nazionali quando, nel 2014, interviene su Twitter a favore della legalizzazione delle droghe leggere, ricevendo prima l'approvazione poi la sconfessione di Maroni.

### La candidatura a segretario della Lega Nord
Nel 2017 si candida a segretario della Lega Nord, entrando così in competizione con il segretario uscente e candidato Salvini del quale avversa la ricerca di consenso elettorale fuori dalle tradizionali regioni oggetto delle politiche autonomistiche della Lega. È sostenuto da Umberto Bossi, Roberto Maroni e dall'area Indipendentista del Partito.
Il 14 maggio si svolgono quindi le primarie del partito che vedono il trionfo di Matteo Salvini con l'82% dei voti contro il 17% circa totalizzato da Fava. Tale sconfitta ha visto un momento di crisi nel partito, con lo stesso Umberto Bossi che ha annunciato di poter uscire dalla Lega e che se il partito non servisse più potrebbe essere eliminato; tuttavia nessun rappresentante istituzionale della Lega Nord ha lasciato il partito.

### Il referendum per l'autonomia della Lombardia
Nel mese di luglio del 2017 l'assessore Gianni Fava riceve dal presidente Roberto Maroni l'incarico di sovrintendere al gruppo di lavoro regionale per il referendum consultivo in Lombardia del 2017.
Avendo assunto posizioni divergenti rispetto alla linea del segretario Salvini, Fava non viene ricandidato alle elezioni regionali del 2018 né alle concomitanti elezioni politiche; annuncia tuttavia di non abbandonare la politica attiva e di voler rimanere nel partito.

### Il ritiro dalla scena politica
Dopo la mancata candidatura ha continuato l'attività di imprenditore nel settore trattamento delle acque. 
Il 4 novembre 2018 annuncia le sue dimissioni dalla carica di consigliere comunale e il ritiro dalla politica.
È stato presidente del Rugby Viadana ed è presidente delle Zebre Parma.